# Acronicta lepetita
Acronicta lepetita är en fjärilsart som beskrevs av Smith 1908. Acronicta lepetita ingår i släktet Acronicta och familjen nattflyn. Inga underarter finns listade i Catalogue of Life.